# Ваксс, Эндрю
Эндрю Генри Ваксс (англ. Andrew Henry Vachss; 19 октября 1942 года, Нью-Йорк — 27 декабря 2021) — американский писатель детективов, консультант по защите детей и адвокат, представляющий интересы исключительно детей и подростков.
Фамилия писателя рифмуется с «tax». Ваксс коренной житель Нью-Йорка.

## Биография
До того как стать адвокатом, Ваксс занимал множество ключевых постов в области защиты детей. Он был федеральным следователем в отделе по делам инфицирования венерическими заболеваниями, а также работал в Нью-Йоркской социальной службе. Он работал в республике Биафра, попав в зону боевых действий как раз перед её падением. Он искал пути передачи гуманитарной помощи — продуктов питания и предметов медицинского назначения через границу после того, как морские порты были блокированы и Авиалинии Красного Креста запретило правительство Нигерии; Однако все попытки в итоге провалились, и в стране начался сильный голод.
Вернувшись домой и восстановив здоровье, подорванное малярией и истощением, в 1970 году Ваксс под руководством Саула Алинского изучал организацию общин. Он работал в качестве организатора труда и основал центр само-помощи для беженцев в Чикаго. Затем он руководил программой реабилитации для бывших заключенных в штате Массачусетс и, наконец, управлял колонией строгого режима для несовершеннолетних.
Как адвокат Ваксс представляет только детей и подростков. В дополнение к своей частной практике, он выступает законным опекуном в Нью-Йорке. В каждом случае жестокого обращения с детьми или халатности, закон штата требует назначения законного опекуна, адвоката, который представляет интересы ребенка в ходе судебного разбирательства.

## Творчество
Эндрю Ваксс — автор 33 романов и трех сборников коротких рассказов, а также стихов, пьес, текстов песен и графических новелл. Как романист, он более известен своим циклом о Бёрке, книг с круто закрученным сюжетом. «Другая жизнь» — последняя книга серии.
Закончив серию романов о Бёрке, Ваксс начал две другие. В 2013 году он выпустил первый роман трилогии «Дэлл и Долли» под названием «Последняя волна». Второй роман, «Ударная волна» вышел в 2014 году, а заключительная книга, «Предупредительна волна», опубликована в июне 2015 года. Радикально отличная от привычных городских улиц, эта трилогия о Делле, бывшем солдате и убийце, и Долли, бывшей медсестре из Врачей без границ, и о любви к жизни Делла. Живя на Северо-Западе Тихого океана, Делл и Долли используют свои отточенные военные навыки, чтобы строить забор из голов хищных преступников, которые маскируются в обществе и нападают на уязвимые группы населения.
В серии «Крест» Ваксс прибегает к необычным приемам, иллюстрируя собственную мысль о том, что «отказ общества защищать своих детей является самой большой угрозой для человеческого вида.» В 2012 году Ваксс опубликовал роман «Блэкджек», повествующий о банде наемников, которая уже появлялась в более ранних его рассказах, как наиболее пугающая преступная группировка Чикаго. «Городские обновления», второй роман в серии «Крест», вышел в 2014 г. Третий роман серии, «Насмерть», выйдет в 2016.
В дополнение к серии «Последняя волна», «Бёрк» и «Крест» Ваксс написал несколько отдельных работ. Первый роман вне серии Бёрк — «Шелла». Выпущенный в 1993 роман «Шелла» вызвал неоднозначные отзывы критиков. Ваксс часто называл «Шеллу» «любимой сиротой» до выхода «Беглеца» в 2004, с золотой медалью на обложке в стиле 1960-х годов. В 2005 году Ваксс выпустил эпические «Ехали два поезда», роман, действие которого описывает две недели в 1959 году, в критический период американской истории. По форме «Ехали два поезда» представляют собой стенограммы камер видеонаблюдения, как фильм-коллаж из видеоматериалов из одного источника. Его роман «Хайку» 2009 описывает непростую жизнь группы бездомных людей в Нью-Йорке, которые объединяются и защищают друг друга. В 2010 году Ваксс опубликовал две книги: роман «Вес» в стиле романтического нуара о профессиональном воре и молодой вдове в бегах. «Пересадка сердца», графическая новелла в экспериментальном дизайне, рассказывает историю о жестоком обращении и насилии над мальчиком, который открывает в себе внутренние силы с помощью неожиданного наставника. «Вот как я живу», выпущен в 2012 году, рассказ приговоренного к смертной казни наемного убийцы, который раскрывает тайны своего прошлого, ужасающие и нежные одновременно.
Ваксс работал с такими авторами, как Джеймс Колберт (Крест, 1995) и Джо Р. Лэнсдэйл (Визит Вейлы, 1999). Он так же создал несколько графических новелл с художниками Фрэнком Карузо (Трансплантация сердца, 2010) и Джефом Дэрроу (Еще один шанс сделать это правильно, 1993, Приключения шаолиньского ковбоя, 2014). Последняя графическая новелла Ваксса «Подземелье» вышла в ноябре 2014.
Ваксс также автор публицистических статей, в том числе многочисленных очерков о защите детей, и книг о несовершеннолетних преступниках. Его книги были переведены на 20 языков, а его более короткие работы появлялись во многих публикациях, в том числе Парад, Антей, Эсквайр, Плейбой, Нью-Йорк Таймс. Литературные награды Ваксса включают Гран-при в области детективной литературы за роман «Стрега» (под названием Бруклинская ведьма), Премия Сокол, японского общества Мальтийский сокол за роман «Стрега», Приз Немецкий Детектив за роман «Поток» (под названием Ката), и Премия Реймонда Чандлера за вклад в литературу.
Эндрю Ваксс член организации ПЕН и Гильдии писателей Америки. Его автобиографическое эссе было включено в список «Современные авторы» в 2003.

### Защита детей
Многие из романов Ваксса о загадочном частном детективе без лицензии Бёрке. Бёрк — бывший заключенный и профессиональный преступник с очень сложным характером. О своем герое Ваксс говорит:
«Если вы посмотрите на него внимательно, то увидите, что его прототип — ребенок подвергшийся жестокому обращению: гиперподозрительный, недоверчивый. Поэтому он предан своей семье по выбору, а не со своей биологической семье, которая мучила его, и не государству, которое его вырастило, — а семье, которую он выбрал. И его преступления — это естественные последствия обид любого из его семьи. Он не убийца. Но у нас с ним одна религия — месть.»
Эндрю Ваксс, Хоррор Он-лайн, Май, 1999
Ваксс придумал термин «дети тайны», которым называет детей, подвергшихся насилию, которые в любом возрасте, если были жертвами без последующей восстановленной справедливости, не могут чувствовать любовь и защиту. В романах про Бёрка, некоторые из этих Детей тайны объединились в то, что Ваксс называет семьей по выбору. Их связь не биологическая, и они очень сильно привязаны друг к другу. Большинство из них профессиональные преступники, поскольку нет закона выше долга перед семьей.
Другой термин Ваксса, который давно вошел в обращение «Круг доверия». Ваксс придумал термин, чтобы бороться с ошибочным и чрезмерным упором на принцип «чужак опасен» , что мешает обществу сосредоточиться на том, что в большинстве случаев, дети становятся жертвами тех, кто имеет к ним беспрепятственный доступ.
«Наибольшая угроза для детей всегда исходит из их дома. Хищник в лыжной маске, который хватает и увозит ребенка в грузовике, — это крохотный процент тех, кто охотится на детей. Большинство случаев, это когда хищник находится в их Круге доверия — не обязательно один из родителей, но кто-то, кто вхож в этот круг, это может быть консультант, тренер или кто-то из детского сада. Наибольшая опасность для детей — это то, что их воспринимают, как собственность, а не как людей.»
Интервью с Эндрю Вакссом, АВ Клаб, ноябрь, 1996.

### Собаки
Еще одной важной темой произведений Ваксса является его любовь к собакам, особенно к породам, которые считаются «опасными», таким как доберманы, ротвейлеры и особенно питбули. В своих работах Ваксс утверждает, что с собаками, как и с людьми, «вы получите то, что вырастите.»
«Формула для создания монстра очень четкая, — говорит Ваксс. — Все начинается с хронической, безжалостной жестокости. Затем следует общественное игнорирование этой жестокости. В конце концов, ребенок начинает думать, что то, что с ним происходит, делается с одобрения и разрешения общества. И через некоторое время сопереживание, — которому мы должны учиться, поскольку мы не рождаемся с ним, — дает трещину и погибает. Он чувствует только свою боль. Вот вам ваш хищный социопат». Поэтому Ваксс участвовал для недавней рекламной фотосессии со своим щенком питбуля. «Вы знаете, на что питбули способны, не так ли?» — Спрашивает он, имея в виду печально известную репутацию животного убийцы. «Но они так же способны быть самыми замечательными, нежными домашними животными в мире, смотря как вырастить их. Вот так же и все наши дети.»
«Объяснение преступного мышления», Сан-Франциско Опрос, 12 июля, 1990.
Он является горячим бойцом против жестокого обращения с животными, такого как собачьи бои, и против законодательных запретов против конкретных пород. Так же, как и писатель-детективщик Джеймс Кольбер, у Ваксса есть обученные собаки, которые выступают как помощники в терапии для детей, подвергшихся насилию. Собаки оказывают успокаивающее воздействие на травмированных детей. Ваксс отмечает, что использование особых пород еще больше увеличивает чувство безопасности у потерпевших; их «опасный» внешний вид, в сочетании с отличной подготовкой для терапии делает их отличными защитниками. Когда Элис Ваксс работала главным прокурором, она часто брала с собой обученную собаку, Шебу, работать с пострадавшими детьми, когда она вела опросы в Особом отделе виктимологии.

## Личная жизнь
Когда Вакссу было 7 лет, мальчишка постарше напал на него и ударил его цепью в правый глаз. Травма повредила глазные мышцы и ему пришлось носить повязку. Ваксс говорит, что без повязки он видит так, словно ему в лицо мигает стробоскоп. У Ваксса есть татуировка, небольшое голубое сердце, на правой руке.
Жена Ваксса Элис была прокурором по делам преступлений на сексуальной почве, а позднее стала Начальником Особого отдела виктимологии в Квинсе, Нью-Йорк. Она является автором публицистической книги «Преступления на сексуальной почве: десять лет борьбы, обвиняя насильников и воздействуя на их пособников.», Нью-Йорк Таймс отметила ее как книгу года. Она является близким другом писателя Джо Р. Лэнсдейла.

## Награды

### Профессиональные награды
- Высший уровень по Мартиндэйлу-Хабллу[64]
- 2004, Доктор права, Университет Кейс Вестерн Резерв[65]
- 2003, Первая премия Харви Р. Хаука (Правосудие для детей)
- 2003, Первая премия в области просвещения (Программа предотвращения жестокого обращения с детьми национального центра святого Винсента)
- 1994, Премия Конгресса Помощи детям[66]
- 1976, Специалист фонда Джона Хэя Уитни
- 1970, Специалист по программам института Индустриальные пространства

### Литературные награды
- 2000, Премия Раймонда Чандлера, Приз жюри Фестивальной ночи нуара, Курмайёр, Италия, за вклад в литературу[67].
- 1989, Премия немецкий детектив, Приз жюри Детективное наследие Бохума , Германия, за роман «Поток» (издан под названием «Ката»)
- 1989, Премия мальтийский сокол, Япония, за роман «Стрега»
- 1988, Гран-при в области детективной литературы, Франция, за роман «Стрега» (издан под названием «Бруклинская ведьма»)

### Цикл Крест
1. Блэкджек (2012)
2. Городские обновления (2014)
3. Насмерть (2016)

### Последняя волна. Трилогия
1. Последняя волна (2013)
2. Ударная волна (2014)
3. Предупредительная волна (2015)

### Цикл Бёрк
Основная статья: Цикл Бёрк en:Burke (series)
1. Флад (1985)
2. Стрега (1987)en:Strega (novel)
3. Печальная красота (1988)
4. Леденец (1989)
5. Блоссом (1990)
6. Жертвоприношение (1991)
7. Скатываясь в ноль (1994)
8. Шаги ястреба (1995)
9. Ложные обвинения (1996)
10. Безопасный дом (1998)
11. Выбор зла (1999)
12. Мертвые и ушедшие (2000)
13. Управление болью (2001)
14. Всего лишь ребенок (2002)
15. Прямо здесь (2004)
16. Рынок масок (2006)
17. Смертник (2007)
18. Другая жизнь (2008)

### Другие романы
1. Шелла (1993)
2. Бэтман: Предельное зло (1995)en:Batman: The Ultimate Evil
3. Беглец (2003)
4. Ехали два поезда (2005)
5. Хайку (2009)
6. Вес (2010)
7. Бомба сделанная в аду (2012)
8. Вот как я живу (2012)
9. Карбон (2019)

### Новелетты
1. Дознаватель (2018)

### Сборники рассказов
1. Испорчен от рождения (1994)
2. Каждый платит (1999)
3. Доказывая (2001) сборник аудиокниг.
4. Собачьи истории — онлайн коллекция.
5. Верняк (2013)

### Рисованные новеллы и циклы
1. Hard Looks (1992-93) десять выпусков.
2. Бэтман: предельное зло (1995) два выпуска.
3. Крест (1995) семь выпусков с Джеймсом Колбертом.
4. Хищник: расовая война (1993) пять выпусков; (1995) один выпуск, коллекция цикла 1993.
5. Аламааилима (1997) финская графическая новелла, представляет два рассказа «Подземелья» из цикла Испорчен от рождения.
6. Внимательные взгляды (1996, 2002) один выпуск.
7. Еще один шанс сделать это правильно: детская книга для взрослых (1993, 1995) (переиздано с дополнениями, 2003)
8. Пересадка сердца (2010)
9. Подземелье (2014)

### Пьесы
1. Плацебо (Антей, 1991)
2. Бог войны (Испорчен от рождения, 1994)
3. Реванш (Испорчен от рождения, 1994)

### Упоминания в поп-культуре
В Resident Evil, Доктор Вакс был профессором в университете и учил Николса Гриффита и Ребекку Чамберс. Подробнее: Доктор Ваксс.

В Silent Hill, Ваксс Роуд название локации. Подробнее Ваксс Роуд

### Публицистика
1. Стиль жизнь жестокой молодежи: Безопасный подход к исцелению (Lexington, 1979)
2. Жестокое обращение с детьми — Потерянная связь — Взгляд адвоката (Lexington, 1989)
3. Статьи в журнале PARADE (1985—2006)

## Дополнительно
- Детская порнография
- Насилие над детьми
- В игре "SILENT HILL 2" одна из улиц города названа "Vachss Rd"